# 斯科彭
斯科彭是法罗群岛桑岛北岸的市镇，市镇内只有一个同名村庄。2021年1月时市镇人口数量为454人。该村庄为岛上第二大村庄。

## 历史
虽然从中世纪起该地区就有人居住，但直至1833年斯科彭才正式设立起来。斯科彭的居民不拥有土地，他们靠海为生，所以房子也就依水而建。
1897年，韦斯特曼纳老教堂的木材运到此地而建造了斯科彭教堂。1917年修建了法罗群岛上的第一条道路，作为政府资助的计划来提升该岛尚未建立的港口设施。该道路链接斯科彭和岛上的首要城镇Sandur。斯科彭港口建于1926年，后来还扩展过。1982年港口添加了一道闸门用以保护船坞。1988年，一场飓风摧毁了村庄内的一片小树林。
以前曾有轮渡前往首府托尔斯港。但现今轮渡开往斯特勒姆岛西南海岸的一个新的港口。

## 图集

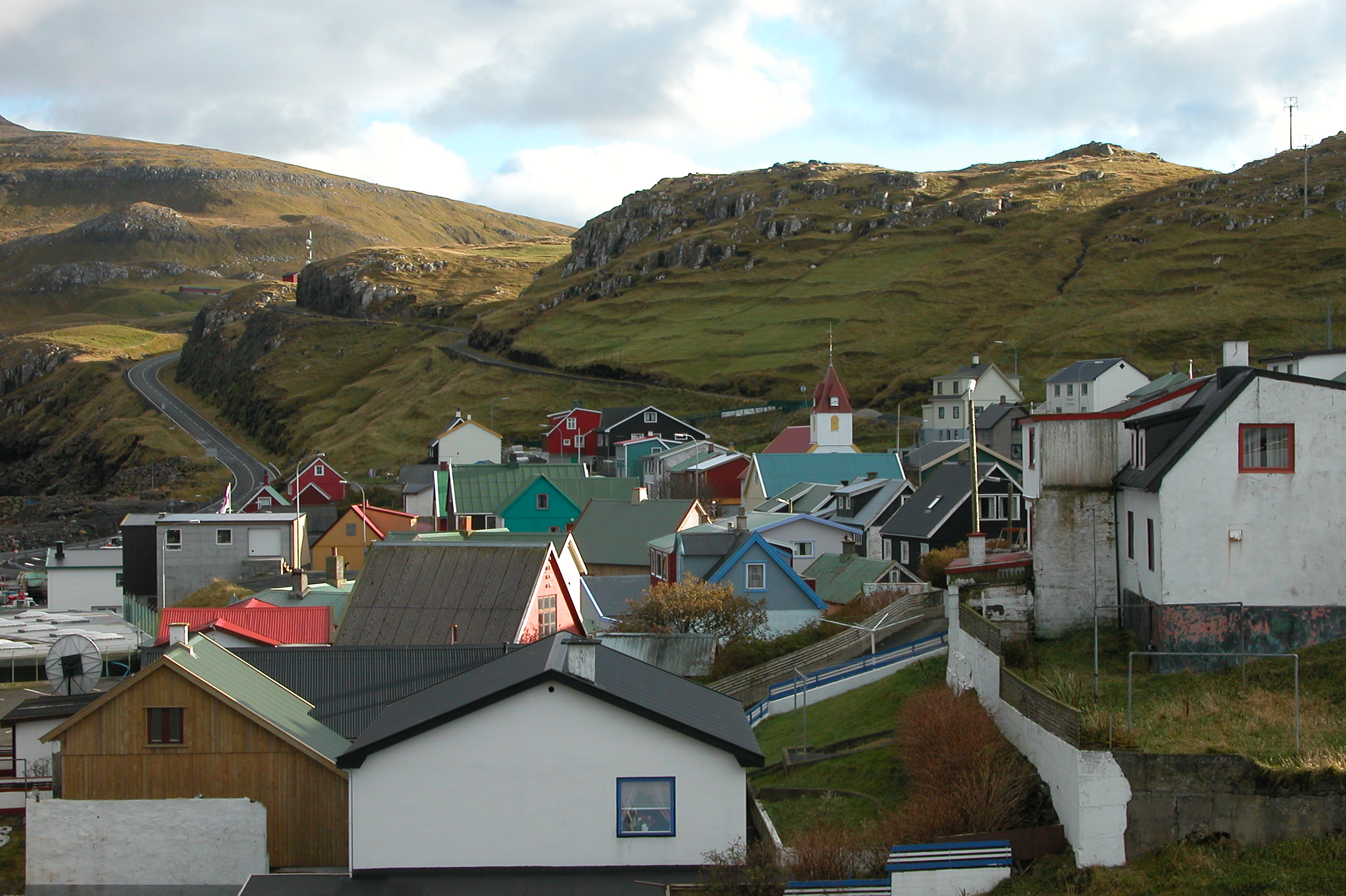
斯科彭村
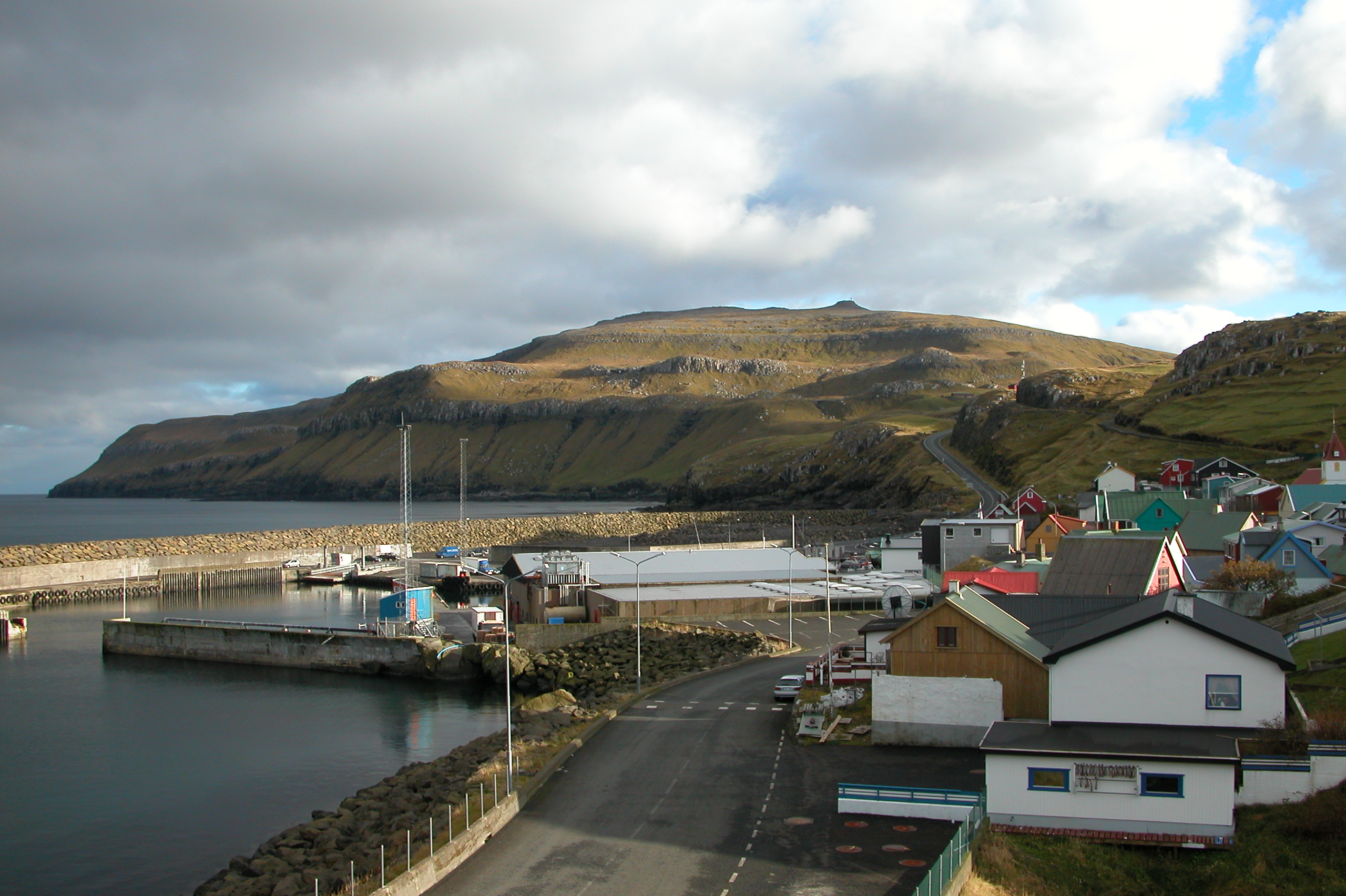
从远处眺望斯科彭
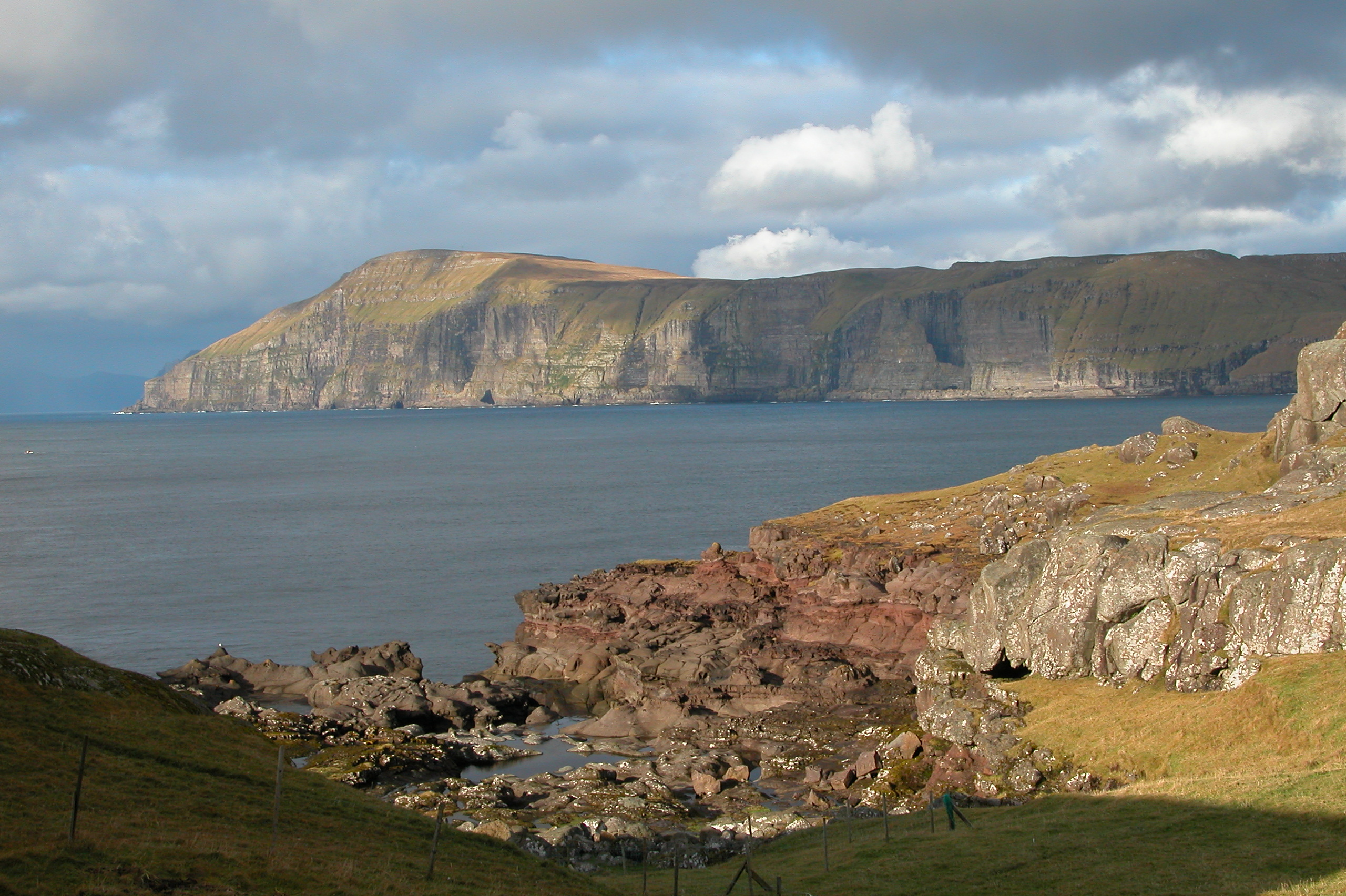
从斯科彭向北眺望斯科彭峡湾和海斯特岛
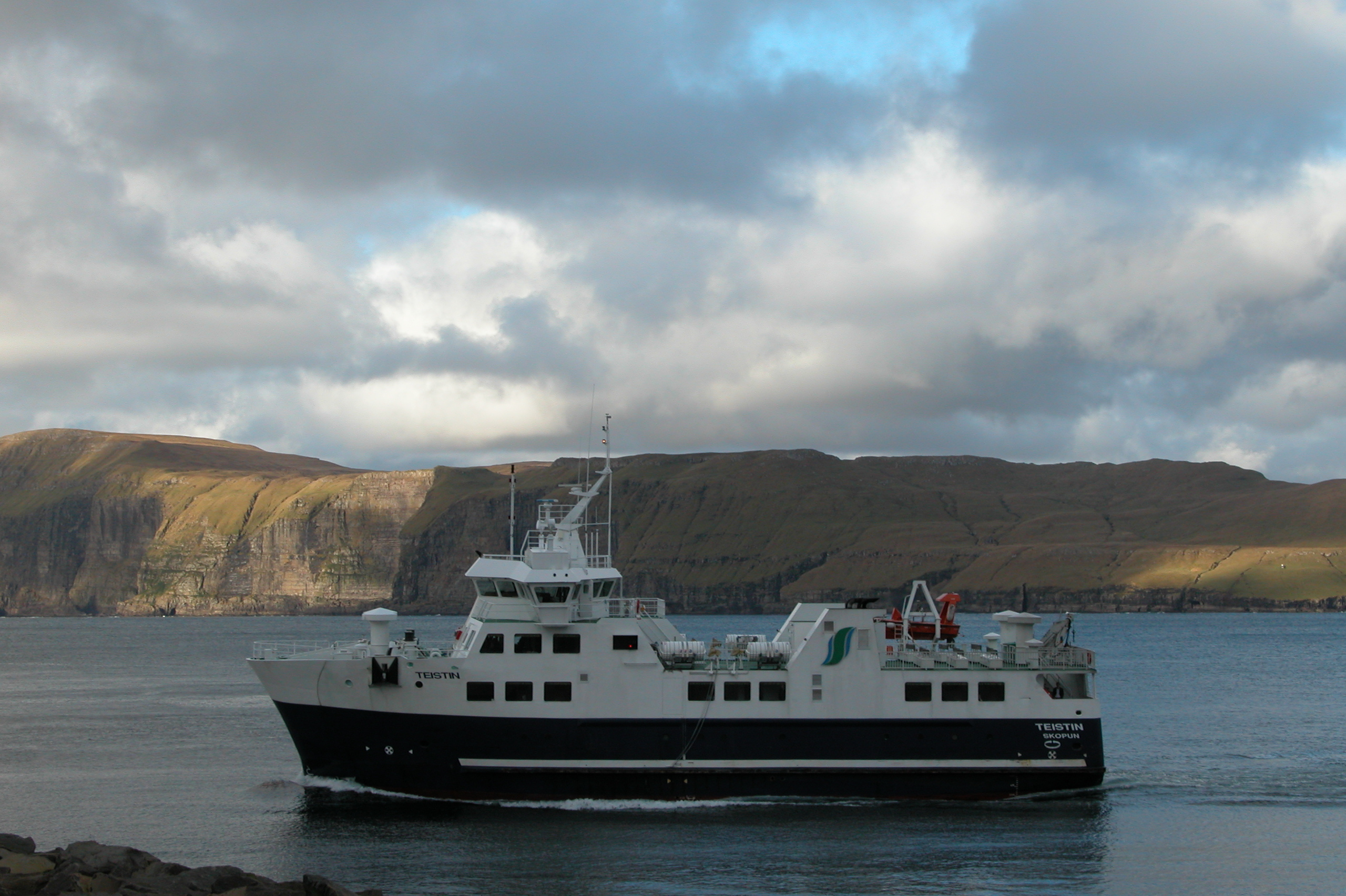
轮渡